# 片田さおり
片田 さおり（かただ さおり、1962年 - ）は、日本及びアメリカ合衆国の国際政治経済学者。南カリフォルニア大学教授。元世界国際関係学会副会長。大平正芳記念賞受賞。

## 人物
東京都生まれ。1982年東京都立立川高等学校卒業。1986年一橋大学社会学部卒業。大学では国際関係を専攻し、国連職員を志し、1994年にノースカロライナ大学チャペルヒル校より政治学博士（Ph.D.）の学位を取得。国際連合開発計画メキシコ事務所ジュニア・プロフェッショナル・オフィサー、世界銀行国際経済部国際金融課研究員、南カリフォルニア大学国際関係学部准教授を経て、同教授、南カリフォルニア大学国際研究センター（CIS）センター長。2021年世界国際関係学会副会長、Review of International Political Economy編集委員、日本国際問題研究所客員研究員。"Banking on Stability:Japan and the Cross-Pacific Dynamics of International Financial Management"で大平正芳記念賞受賞。

## 著書
- "Banking on stability : Japan and the cross-Pacific dynamics of international financial crisis management"ミシガン大学出版局 2001年
- 『グローバル・アクターの条件 : 国際金融危機と日本』有斐閣 2002年
- "Taming Japan's deflation : the debate over unconventional monetary policy"（共著）コーネル大学出版局 2018年
- "The BRICS and collective financial statecraft"（共著）オックスフォード大学出版局 2018年
- "Japan's new regional reality : geoeconomic strategy in the Asia-Pacific"コロンビア大学出版局 2020年
- 『日本の地経学戦略 : アジア太平洋の新たな政治経済力学』日本経済新聞出版 2022年